# Sharad Yadav
Pour les articles homonymes, voir Yadav (homonymie).
 (juin 2021).
Si vous disposez d'ouvrages ou d'articles de référence ou si vous connaissez des sites web de qualité traitant du thème abordé ici, merci de compléter l'article en donnant les références utiles à sa vérifiabilité et en les liant à la section « Notes et références ».
Sharad Yadav (en hindi : शरद यादव) est un homme politique indien, membre du Janata Dal (Uni), né le 1er juillet 1947 dans le district Hoshangabad (Madhya Pradesh) et mort le 12 janvier 2023 à Gurgaon (Haryana). 
Il est représentant de l'État du Bihar à la Rajya Sabha, la chambre haute du Parlement indien. Il a été élu à la Lok Sabha sept fois et à la Rajya Sabha deux fois. Il est le président du Janata Dal (United) depuis sa création.

## Biographie

### Jeunesse
Sharad Yadav est né le 1er juillet 1947 dans une famille d'agriculteurs modestes du village d'Akhmau, dans le district Hoshangabad de l'État du Madhya Pradesh. Il est formé au Robertson College et à l'université d'ingénierie Jabalpur, à Jabalpur, dans l'État du Madhya Pradesh. Il est médaillé d'or à l'université en ingénierie civile (bureau d'études). En 1971, il est Président de l'Union des Étudiants. Il a été très influencé par les enseignements du Docteur Ram Manohar Lohia. Il participe alors à un certain nombre de mouvements de masse et il est un des chefs de file de la jeunesse active. Au cours des années 1969-1970, 1972 et 1975, il est détenu en vertu du MISA (Maintenance of Internal Security Act de 1971). Il a enfin joué un rôle important dans la mise en œuvre des recommandations de la Commission Mandal.

### Circonscription parlementaire
Sharad Yadav est élu pour la première fois à la Lok Sabha dans la circonscription de Jabalpur en 1974. À ce moment-là, le mouvement de Jayaprakash Narayan (JP) est sur le devant de la scène et il est le premier candidat choisi par JP. Il est à nouveau élu dans la même circonscription en 1977. Il est élu à la Lok Sabha dans la circonscription de Baduan en 1989. Par la suite, il dispute la circonscription de Madhepura (Bihar). Il la gagne de 1991 à 2014. Il y est défait en 2014.

## Postes occupés
| Année                           | Poste occupé |
| ------------------------------- | --- |
| 1974                            | Élu lors de la 5e élection (partielle) de la Lok Sabha |
| 1977                            | Réélu lors de la 6e élection de la Lok Sabha (2e mandat), alors président du Yuva Janata Dal |
| 1978                            | Secrétaire Général et Président du Lok Dal et du Yuva Lok Dal |
| 1986                            | Élu à la Rajya Sabha |
| 1989                            | Élu lors de la 9e élection de la Lok Sabha (3e mandat) |
| 1989-97                         | Secrétaire Général et Président du Janata Dal, Parlementaire du Janata Dal |
| 1989-90                         | Ministre des Textiles et de l'Agro-alimentaire |
| 1991                            | Réélu lors de la 10e élection de la Lok Sabha (4e mandat) Membre du Comité permanent des Comptes Publics |
| 1993                            | Chef de file du groupe parlementaire du Janata Dal |
| 1995                            | Président du Janata Dal |
| 1996                            | Réélu lors de la 11e élection de la Lok Sabha (5e mandat) Président du Comité des Finances |
| 1997                            | Président du Janata Dal |
| 1999                            | Réélu lors de la 13e élection de la Lok Sabha (6e mandat) |
| 13 Oct.1999 - 31 août           | Ministre de l'Aviation Civile |
| Le 1er septembre 2001 - 30 juin | Ministre du Travail |
| 2004                            | Réélu à la Rajya Sabha (2e mandat) Membre du Comité consultatif sur les Affaires, Membre de la Commission sur les Ressources en Eau, Membre du comité des Objectifs Généraux, Membre du Comité Consultatif du Ministère de l'Intérieur |
| 2009                            | Réélu lors de la 15e élection de la Lok Sabha (7e mandat) |
| Le 31 août. 2009                | Président du Comité sur le Développement Urbain |